# Monumenti di Roma antica
Lista dei monumenti di Roma antica, suddivisi per tipologia e funzione.

## Edifici pubblici

### Per spettacoli
| Monumento                                                   | Tipologia  | Regio                     | Inizio costruzione        | Inaugurazione                     | Restauri/rifacimenti                                                                                              | Distruzione                                     | Commento                                                                                                   | Foto/mappa |
| ----------------------------------------------------------- | ---------- | ------------------------- | ------------------------- | --------------------------------- | --- | ----------------------------------------------- | --- | ---------- |
| Anfiteatro di Caligola (Amphitheatrum Caligulae)            | anfiteatro | Regio IX Circus Flaminius | Caligola                  | 40 d.C.                           | | demolito da Claudio                             | Fu il secondo anfiteatro stabile di Roma                                                                   |            |
| Anfiteatro Castrense (Amphitheatrum Castrense)              | anfiteatro | Regio V Esquiliae         | Elagabalo                 | 220 d.C.                          | | esistente                                       | Di forma ellittica (asse maggiore di 88 m e asse minore di 75,80 m)                                        |            |
| Anfiteatro Flavio (Amphitheatrum Flavium, Colosseum)        | anfiteatro | Regio III Isis et Serapis | Vespasiano Tito Domiziano | dal 72 all'80 (giochi inaugurali) | Il primo intervento di restauro si ebbe sotto Antonino Pio. A questo ne seguirono numerosi nei secoli successivi. | visitabile                                      | A forma d'ellisse (527 m di perimetro), con assi di 187,5 e 156,5 m. L'altezza era in origine pari a 52 m. |            |
| Anfiteatro di Nerone (Amphitheatrum Neronis)                | anfiteatro | Regio IX Circus Flaminius | Nerone                    | 57 d.C.                           | |                                                 | |            |
| Anfiteatro di Statilio Tauro (Amphitheatrum Statilii Tauri) | anfiteatro | Regio IX Circus Flaminius | Tito Statilio Tauro       | 29 a.C.                           | | Distrutto in seguito al grande incendio del 64. | Primo anfiteatro stabile di Roma, realizzato in pietra e legno                                             |            |
| Circo Flaminio                                              | circo      | Regio IX Circus Flaminius |                           |                                   | |                                                 | |            |
| Circo di Massenzio                                          | circo      | via Appia, III miglio     |                           |                                   | |                                                 | |            |
| Circo Massimo                                               | circo      | Regio XI Circus Maximus   |                           |                                   | |                                                 | |            |
| Circo di Nerone (Circo di Caligola)                         | circo      | Regio XIV Transtiberim    |                           |                                   | |                                                 | |            |
| Circo Variano                                               | circo      | Regio V Esquiliae         |                           |                                   | |                                                 | |            |
| Stadio di Domiziano (piazza Navona)                         | stadio     | Regio IX Circus Flaminius |                           |                                   | |                                                 | |            |
| Stadio palatino                                             | stadio     | Regio X Palatium          |                           |                                   | |                                                 | |            |
| Naumachia Augusti                                           | naumachia  | Regio XIV Transtiberim    |                           |                                   | |                                                 | |            |
| Naumachia Traiani                                           | naumachia  |                           |                           |                                   | |                                                 | |            |
| Teatro di Balbo                                             | teatro     | Regio IX Circus Flaminius |                           |                                   | |                                                 | |            |
| Teatro di Marcello                                          | teatro     | Regio IX Circus Flaminius |                           |                                   | |                                                 | |            |
| Teatro di Pompeo                                            | teatro     | Regio IX Circus Flaminius |                           |                                   | |                                                 | |            |

### Portici
| Monumento                                                                      | Tipologia | Regio                     | Inizio costruzione | Inaugurazione | Restauri/rifacimenti | Distruzione | Commento | Foto/mappa |
| ------------------------------------------------------------------------------ | --------- | ------------------------- | ------------------ | ------------- | -------------------- | ----------- | --- | ---------- |
| Portico degli Argonauti                                                        | portico   | Regio IX Circus Flaminius |                    |               |                      |             | Parte dei Saepta Iulia                                                                                       |            |
| Portico degli Dei Consenti                                                     | portico   | Regio VIII Forum Romanum  |                    |               |                      |             | |            |
| Portico di Filippo                                                             | portico   | Regio IX Circus Flaminius |                    |               |                      |             | |            |
| Portico di Livia                                                               | portico   | Regio III Isis et Serapis |                    |               |                      |             | |            |
| Portico di Meleagro                                                            | portico   | Regio IX Circus Flaminius |                    |               |                      |             | Parte dei Saepta Iulia                                                                                       |            |
| Portico di Metello                                                             | portico   | Regio IX Circus Flaminius | II secolo a.C.     |               |                      |             | Il portico di Metello fu ristrutturato da Augusto negli anni 27-23 a.C. per edificare il portico di Ottavia. |            |
| Portico di Ottavia                                                             | portico   | Regio IX Circus Flaminius | 27-23 a.C.         |               |                      |             | |            |
| Portico di Ottavio                                                             | portico   | Regio IX Circus Flaminius |                    |               |                      |             | |            |
| Portico di Pompeo (noto anche come Hecatostylum o portico delle Cento colonne) | portico   | Regio IX Circus Flaminius |                    |               |                      |             | |            |
| Porticus absidata                                                              | portico   | Regio IV Templum Pacis    |                    |               |                      |             | |            |
| Porticus Aemilia                                                               | portico   | Regio XIII Aventinus      |                    |               |                      |             | |            |
| Porticus Catuli                                                                | portico   | Regio X Palatium          |                    |               |                      |             | |            |
| Porticus Divorum                                                               | portico   | Regio IX Circus Flaminius |                    |               |                      |             | |            |
| Porticus Minucia (Frumentaria e Vetus)                                         | portico   | Regio IX Circus Flaminius |                    |               |                      |             | |            |
| Porticus Vipsania                                                              | portico   | Regio VII Via Lata        |                    |               |                      |             | |            |
| Saepta Iulia                                                                   | portico   | Regio IX Circus Flaminius |                    |               |                      |             | |            |

### Edifici per il commercio
| Monumento                                      | Tipologia            | Regio                                            | Inizio costruzione | Inaugurazione | Restauri/rifacimenti | Distruzione | Commento | Foto/mappa |
| ---------------------------------------------- | -------------------- | ------------------------------------------------ | ------------------ | ------------- | -------------------- | ----------- | -------- | ---------- |
| Forum Boarium                                  | Fori venali          | Regio XI Circus Maximus                          |                    |               |                      |             |          |            |
| Forum Holitorium                               | Fori venali          | Regio IX Circus Flaminius                        |                    |               |                      |             |          |            |
| Forum Piscarium                                | Fori venali          | Regio IV Templum Pacis                           |                    |               |                      |             |          |            |
| Forum Pistorium                                | Fori venali          | Regio XIII Aventinus                             |                    |               |                      |             |          |            |
| Forum Suarium                                  | Fori venali          | Regio VII Via Lata                               |                    |               |                      |             |          |            |
| Forum Vinarium                                 | Fori venali          | Regio IX Circus Flaminius o Regio XIII Aventinus |                    |               |                      |             |          |            |
| Macellum                                       | Fori venali          |                                                  |                    |               |                      |             |          |            |
| Macellum Liviae                                | Fori venali          | Regio V Esquiliae                                |                    |               |                      |             |          |            |
| Macellum Magnum                                | Fori venali          | Regio II Caelimontium                            |                    |               |                      |             |          |            |
| Mercati di Traiano                             | Fori venali          | Regio IV Templum Pacis                           |                    |               |                      |             |          |            |
| Horrea Agrippiana                              | Horreum              | Regio VIII Forum Romanum                         |                    |               |                      |             |          |            |
| Horrea Aniciana                                | Horreum              | Regio XIII Aventinus                             |                    |               |                      |             |          |            |
| Horrea candelaria                              | Horreum              | Regio II Caelimontium                            |                    |               |                      |             |          |            |
| Horrea Galbana (in precedenza Horrea Sulpicia) | Horreum              | Regio XIII Aventinus                             |                    |               |                      |             |          |            |
| Horrea piperiana                               | Horreum              | Regio IV Templum Pacis                           |                    |               |                      |             |          |            |
| Magazzini di Lucio Nevio Clemente              | Horreum              | Regio VI Alta Semita                             |                    |               |                      |             |          |            |
| Porticus Margaritaria                          | portico, Fori venali | Regio VIII Forum Romanum                         |                    |               |                      |             |          |            |
| Cosiddette Terme di Elagabalo                  | Horreum              | Regio X Palatium                                 |                    |               |                      |             |          |            |

### Terme romane
| Monumento                        | Tipologia | Regio                     | Inizio costruzione  | Inaugurazione | Restauri/rifacimenti | Distruzione      | Commento                                                      | Foto/mappa |
| -------------------------------- | --------- | ------------------------- | ------------------- | ------------- | -------------------- | ---------------- | ------------------------------------------------------------- | ---------- |
| Terme Aureliane                  | terme     | Regio XIV Transtiberim    |                     |               |                      |                  |                                                               |            |
| Terme di Agrippa                 | terme     | Regio IX Circus Flaminius | 25 a.C.             | 19 a.C.       |                      | VI-VII sec. d.C. |                                                               |            |
| Terme di Caracalla o Antoniniane | terme     | Regio XII Piscina Publica | 212 d.C.            |               |                      |                  | 537 d.C.: fine dell'utilizzo come impianto termale            |            |
| Terme di Commodo                 | terme     | Regio I Porta Capena      |                     | 183 d.C.      |                      |                  |                                                               |            |
| Terme di Costantino              | terme     | Regio VI Alta Semita      |                     |               |                      |                  |                                                               |            |
| Terme di Decio                   | terme     | Regio XIII Aventinus      | 249 d.C.            |               |                      |                  |                                                               |            |
| Terme di Diocleziano             | terme     | Regio VI Alta Semita      | 298 d.C.            | 306 d.C.      |                      |                  | 537 d.C.: fine dell'utilizzo come impianto termale            |            |
| Terme di Domiziano               | terme     | Regio VII Via Lata        |                     |               |                      |                  |                                                               |            |
| Terme Eleniane                   | terme     | Regio V Esquiliae         |                     |               |                      |                  | Di età severiana, furono ristrutturate dall'imperatrice Elena |            |
| Terme di Mecenate                | terme     |                           |                     |               |                      |                  |                                                               |            |
| Terme Neroniane o Alessandrine   | terme     | Regio IX Circus Flaminius | 62 d.C.             |               | 227 o 229 d.C.       |                  |                                                               |            |
| Terme di Tito                    | terme     | Regio III Isis et Serapis | 80 d.C.             |               | 238 d.C.             |                  |                                                               |            |
| Terme di Traiano                 | terme     | Regio III Isis et Serapis | 104 d.C.            | 109 d.C.      |                      | V secolo d.C.    |                                                               |            |
| Terme Surane                     | terme     | Regio XIII Aventinus      | inizio II sec. d.C. |               | 414 d.C.             | V sec. d.C.      |                                                               |            |

## Infrastrutture

### Infrastrutture idrauliche
| Monumento                   | Tipologia   | Regio                                                                       | Inizio costruzione     | Inaugurazione    | Restauri/rifacimenti | Distruzione | Commento                                          | Foto/mappa |
| --------------------------- | ----------- | --------------------------------------------------------------------------- | ---------------------- | ---------------- | -------------------- | ----------- | ------------------------------------------------- | ---------- |
| Aqua Alexandrina            | Acquedotto  | Regio V Esquiliae - Regio IX Circus Flaminius                               | 226 d.C.               |                  |                      |             |                                                   |            |
| Aqua Alsietina              | Acquedotto  | Regio XIV Transtiberim                                                      | 2 a.C.                 |                  |                      |             | Non potabile (costruita per la Naumachia Augusti) |            |
| Aqua Anio Novus             | Acquedotto  |                                                                             |                        |                  |                      |             |                                                   |            |
| Aqua Anio Vetus             | Acquedotto  |                                                                             |                        |                  |                      |             |                                                   |            |
| Aqua Appia                  | Acquedotto  | Regio V Esquiliae                                                           | 312 a.C.               |                  |                      |             |                                                   |            |
| Aqua Claudia                | Acquedotto  |                                                                             |                        |                  |                      |             |                                                   |            |
| Aqua Iulia                  | Acquedotto  | Regio V Esquiliae                                                           |                        |                  |                      |             |                                                   |            |
| Aqua Marcia                 | Acquedotto  |                                                                             |                        |                  |                      |             |                                                   |            |
| Aqua Tepula                 | Acquedotto  |                                                                             |                        |                  |                      |             |                                                   |            |
| Aqua Traiana                | Acquedotto  | Regio XIV Transtiberim                                                      | 109 d.C.               |                  |                      |             | Tuttora in uso (Acqua Paola)                      |            |
| Aqua Virgo                  | Acquedotto  | Regio VII Via Lata - Regio IX Circus Flaminius - Regio XIV Transtiberim     |                        | 9 giugno 19 a.C. |                      |             | Tuttora in uso                                    |            |
| Cloaca Maxima               | Cloaca      | Regio IV Templum Pacis - Regio VIII Forum Romanum - Regio XI Circus Maximus | fine VI secolo a.C.    |                  |                      |             |                                                   |            |
| Lacus Curtius               | Fonte       | Regio VIII Forum Romanum                                                    |                        |                  |                      |             |                                                   |            |
| Ninfeo di Egeria            | Ninfeo      | extraurbana                                                                 |                        |                  |                      |             |                                                   |            |
| Fonte di Giuturna           | Fonte       | Regio VIII Forum Romanum                                                    |                        |                  |                      |             |                                                   |            |
| Lacus Orphei                | Fontana     | Regio V Esquiliae                                                           |                        |                  |                      |             |                                                   |            |
| Lacus Pastorum              | Fontana     | Regio III Isis et Serapis                                                   |                        |                  |                      |             |                                                   |            |
| Meta Romuli                 | Fontana (?) | Regio XIV Transtiberim                                                      |                        |                  |                      |             |                                                   |            |
| Meta Sudans                 | Fontana     | Posta al punto di incontro delle regioni II, III, IV, X e probabilmente I.  |                        |                  |                      |             |                                                   |            |
| Ninfeo di Alessandro Severo | Ninfeo      | Regio V Esquiliae                                                           | inizio III secolo d.C. |                  |                      |             |                                                   |            |
| Ninfeo di Licinio           | Ninfeo      | Regio V Esquiliae                                                           | inizio IV secolo d.C.  |                  |                      |             |                                                   |            |
| Ninfeo di Nerone            | Ninfeo      | Regio II Caelimontium                                                       | I secolo d.C.          |                  |                      |             |                                                   |            |
| Ipogeo di via Livenza       | Ninfeo (?)  | extraurbano                                                                 | II metà IV secolo d.C. |                  |                      |             |                                                   |            |

### Infrastrutture stradali
| Monumento                       | Tipologia | Regio                                                            | Inizio costruzione                                                    | Inaugurazione | Restauri/rifacimenti                                                                             | Distruzione                                           | Commento | Foto/mappa |
| ------------------------------- | --------- | ---------------------------------------------------------------- | --------------------------------------------------------------------- | ------------- | ------------------------------------------------------------------------------------------------ | ----------------------------------------------------- | --- | ---------- |
| Pons Aelius                     | Ponte     | Regio IX Circus Flaminius - Regio XIV Transtiberim               | 134 d.C.                                                              | 134 d.C.      |                                                                                                  | Nel Medioevo fu noto con il nome di Pons Sancti Petri | Tuttora in uso (ponte Sant'Angelo)                                                                                               |            |
| Pons Aemilius                   | Ponte     | Regio XI Circus Maximus - Regio XIV Transtiberim                 | 241 a.C.                                                              |               | 179 a.C., 142 a.C. (prima realizzazione delle arcate in muratura), 12 a.C., 1552 d.C., 1557 d.C. | 1598 d.C. a causa di una piena                        | |            |
| Pons Agrippae (o Pons Aurelius) | Ponte     | Regio IX Circus Flaminius - Regio XIV Transtiberim               | prima del 12 a.C. (anno della morte di Agrippa)                       |               | 147 d.C., 366-367 d.C.                                                                           | 791 d.C. a causa di una piena                         | Sorgeva in prossimità dell'odierno Ponte Sisto                                                                                   |            |
| Pons Cestius (o Pons Gratiani)  | Ponte     | Regio IX Circus Flaminius - Regio XIV Transtiberim               | 46 o 44 a.C.                                                          |               | 152 d.C., 370 d.C. (ricostruzione totale)                                                        |                                                       | Semidemolito nel 1888 per la realizzazione dei nuovi argini del Tevere; ricostruite le arcate laterali nel 1892. Tuttora in uso. |            |
| Pons Fabricius                  | Ponte     | Regio IX Circus Flaminius                                        | 62 a.C.                                                               |               | 23 a.C., 1679 d.C.                                                                               |                                                       | Tuttora in uso. |            |
| Pons Milvius                    | Ponte     | agro suburbano                                                   | prima del 207 a.C. (in legno); 110-109 a.C. (costruzione in muratura) |               | 1429 d.C., 1458 d.C., 1805 d.C.                                                                  |                                                       | Realizzato per consentire l'attraversamento del Tevere alla Via Flaminia; dal 1978 chiuso al traffico veicolare.                 |            |
| Pons Neronianus                 | Ponte     | Regio IX Circus Flaminius - Regio XIV Transtiberim               | I sec. d.C. ad opera di Nerone                                        |               | Probabilmente già distrutto nel VI secolo d.C.                                                   |                                                       | Consentiva l'ingresso a Roma della Via Trionfale. In periodi di magra sono visibili i resti dei piloni.                          |            |
| Pons Probi                      | Ponte     | Regio XIII Aventinus - Regio XIV Transtiberim                    | circa 276-282 d.C.                                                    |               | 381-387 d.C.                                                                                     |                                                       | Non più esistente. |            |
| Pons Sublicius                  | Ponte     | Regio XI Circus Maximus - Regio XIV Transtiberim                 | 642-617 a.C. (ligneo; attribuzione al re Anco Marzio)                 |               | 60 a.C., 32 a.C., 23 a.C., 5 d.C., 69 d.C., II secolo d.C.                                       |                                                       | Non più esistente. |            |
| Area Apollinis et Splenis       | Piazza    | Regio I Porta Capena                                             |                                                                       |               |                                                                                                  |                                                       | |            |
| Area radicaria                  | Piazza    | Regio XII Piscina Publica                                        |                                                                       |               |                                                                                                  |                                                       | |            |
| Alta Semita                     | Strada    | Regio VI Alta Semita                                             |                                                                       |               |                                                                                                  |                                                       | |            |
| Argiletum                       | Strada    | Regio VIII Forum Romanum - Regio IV Templum Pacis                |                                                                       |               |                                                                                                  |                                                       | |            |
| Clivus Argentarius              | Strada    | Regio VIII Forum Romanum                                         |                                                                       |               |                                                                                                  |                                                       | |            |
| Clivus Capitolinus              | Strada    | Regio VIII Forum Romanum                                         |                                                                       |               |                                                                                                  |                                                       | |            |
| Clivus Delphini                 | Strada    | Regio XII Piscina Publica                                        |                                                                       |               |                                                                                                  |                                                       | |            |
| Clivus Palatinus                | Strada    | Regio X Palatium                                                 |                                                                       |               |                                                                                                  |                                                       | |            |
| Clivus Publicius                | Strada    | Regio XIII Aventinus                                             |                                                                       |               |                                                                                                  |                                                       | |            |
| Clivus Scauri                   | Strada    | Regio II Caelimontium                                            |                                                                       |               |                                                                                                  |                                                       | |            |
| Clivus Suburanus                | Strada    | Regio III Isis et Serapis                                        |                                                                       |               |                                                                                                  |                                                       | |            |
| Clivus Victoriae                | Strada    | Regio X Palatium                                                 |                                                                       |               |                                                                                                  |                                                       | |            |
| Via Appia                       | Strada    | Regio I Porta Capena - extraurbana                               |                                                                       |               |                                                                                                  |                                                       | |            |
| Via Ardeatina                   | Strada    | extraurbana                                                      |                                                                       |               |                                                                                                  |                                                       | |            |
| Via Asinaria                    | Strada    | Regio XIII Aventinus - Regio XIV Transtiberim                    |                                                                       |               |                                                                                                  |                                                       | |            |
| Via Aurelia                     | Strada    | Regio XIV Transtiberim - extraurbana                             |                                                                       |               |                                                                                                  |                                                       | |            |
| Via Collatina                   | Strada    | extraurbana                                                      |                                                                       |               |                                                                                                  |                                                       | |            |
| Via Cornelia                    | Strada    | Regio XIV Transtiberim - extraurbana                             |                                                                       |               |                                                                                                  |                                                       | |            |
| Via Flaminia                    | Strada    | extraurbana                                                      |                                                                       |               |                                                                                                  |                                                       | |            |
| Via Labicana                    | Strada    | extraurbana                                                      |                                                                       |               |                                                                                                  |                                                       | |            |
| Via Lata                        | Strada    | Regio VII Via Lata - Regio IX Circus Flaminius                   |                                                                       |               |                                                                                                  |                                                       | |            |
| Via Latina                      | Strada    | Regio I Porta Capena - extraurbana                               |                                                                       |               |                                                                                                  |                                                       | |            |
| Via Lavinia                     | Strada    | extraurbana                                                      |                                                                       |               |                                                                                                  |                                                       | |            |
| Via Merulana                    | Strada    | Regio V Esquiliae                                                |                                                                       |               |                                                                                                  |                                                       | |            |
| Via Nomentana                   | Strada    | extraurbana                                                      |                                                                       |               |                                                                                                  |                                                       | Prosecuzione della via Alta Semita                                                                                               |            |
| Via Nova                        | Strada    | Regio VIII Forum Romanum                                         |                                                                       |               |                                                                                                  |                                                       | Parallela alla via Sacra, sulle pendici settentrionali del Palatino.                                                             |            |
| Via Nova                        | Strada    | Regio XII Piscina Publica                                        |                                                                       |               |                                                                                                  |                                                       | Parallela al primo tratto della Via Appia                                                                                        |            |
| Via Ostiense                    | Strada    | extraurbana                                                      |                                                                       |               |                                                                                                  |                                                       | |            |
| Via Portuense                   | Strada    | extraurbana                                                      |                                                                       |               |                                                                                                  |                                                       | |            |
| Via Prenestina                  | Strada    | extraurbana                                                      |                                                                       |               |                                                                                                  |                                                       | |            |
| Via Recta                       | Strada    | Regio IX Circus Flaminius                                        |                                                                       |               |                                                                                                  |                                                       | Corrispondeva all'odierna via dei Coronari                                                                                       |            |
| Via Sacra                       | Strada    | Regio VIII Forum Romanum                                         |                                                                       |               |                                                                                                  |                                                       | |            |
| Via Salaria                     | Strada    | extraurbana                                                      |                                                                       |               |                                                                                                  |                                                       | |            |
| Via Tecta                       | Strada    | Regio IX Circus Flaminius                                        |                                                                       |               |                                                                                                  |                                                       | |            |
| Via Tiburtina                   | Strada    | extraurbana                                                      |                                                                       |               |                                                                                                  |                                                       | |            |
| Via Trionfale                   | Strada    | Regio IX Circus Flaminius - Regio XIV Transtiberim - extraurbana |                                                                       |               |                                                                                                  |                                                       | |            |
| Via Tuscolana                   | Strada    | extraurbana                                                      |                                                                       |               |                                                                                                  |                                                       | |            |
| Vicus Capitis Africae           | Strada    | Regio II Caelimontium                                            |                                                                       |               |                                                                                                  |                                                       | |            |
| Vicus Collis Viminalis          | Strada    | Regio VI Alta Semita                                             |                                                                       |               |                                                                                                  |                                                       | |            |
| Vicus Iugarius                  | Strada    | Regio VIII Forum Romanum                                         |                                                                       |               |                                                                                                  |                                                       | |            |
| Vicus Longus                    | Strada    | Regio IV Templum Pacis - Regio VI Alta Semita                    |                                                                       |               |                                                                                                  |                                                       | |            |
| Vicus Patricius                 | Strada    | Regio VI Alta Semita                                             |                                                                       |               |                                                                                                  |                                                       | |            |
| Vicus Piscinae Publicae         | Strada    | Regio XIII Aventinus                                             |                                                                       |               |                                                                                                  |                                                       | |            |
| Vicus Portae Raudusculanae      | Strada    | Regio XIII Aventinus                                             |                                                                       |               |                                                                                                  |                                                       | |            |
| Vicus Tuscus                    | Strada    | Regio VIII Forum Romanum                                         |                                                                       |               |                                                                                                  |                                                       | |            |
| Scalae Caci                     | Scalinata | Regio X Palatium                                                 |                                                                       |               |                                                                                                  |                                                       | |            |
| Scalae Cassi                    | Scalinata | Regio XIII Aventinus                                             |                                                                       |               |                                                                                                  |                                                       | |            |
| Scalae Gemoniae                 | Scalinata | Regio VIII Forum Romanum                                         |                                                                       |               |                                                                                                  |                                                       | |            |

### Altre infrastrutture
| Monumento        | Tipologia | Regio                                            | Inizio costruzione | Inaugurazione | Restauri/rifacimenti | Distruzione | Commento | Foto/mappa |
| ---------------- | --------- | ------------------------------------------------ | ------------------ | ------------- | -------------------- | ----------- | -------- | ---------- |
| Emporium         | Porto     | Regio XIII Aventinus                             |                    |               |                      |             |          |            |
| Porto di Claudio | Porto     | Portus                                           |                    |               |                      |             |          |            |
| Porto di Traiano | Porto     | Portus                                           |                    |               |                      |             |          |            |
| Portus Tiberinus | Porto     | Regio XI Circus Maximus - Regio XIV Transtiberim |                    |               |                      |             |          |            |

## Monumenti

### Archi trionfali
| Monumento | Tipologia                           | Regio                                         | Inizio costruzione       | Inaugurazione                         | Restauri/rifacimenti | Distruzione                                                         | Commento | Foto/mappa |
| --- | ----------------------------------- | --------------------------------------------- | ------------------------ | ------------------------------------- | -------------------- | ------------------------------------------------------------------- | --- | ---------- |
| Arco degli Argentari | Porta architravata                  | Regio VIII Forum Romanum                      | 204 d.C.                 |                                       |                      | Tuttora esistente                                                   | |            |
| Arco di Costantino | Arco trionfale                      | Regio I Porta Capena                          | dopo il 312 d.C.         | 25 luglio del 315 d.C. o del 325 d.C. |                      | Tuttora esistente                                                   | |            |
| Arco di Druso | Fornice dell'Acquedotto antoniniano | Regio I Porta Capena                          | III secolo d.C.          |                                       |                      | Tuttora esistente                                                   | |            |
| Arco di Giano | Arco trionfale?                     | Regio VIII Forum Romanum                      | metà del IV secolo d.C.? |                                       |                      | Tuttora esistente                                                   | Noto anche come Arcus Divi Constantini |            |
| Arco di Settimio Severo | Arco trionfale                      | Regio XI Circus Maximus                       | 204 d.C.                 |                                       |                      | Tuttora esistente                                                   | |            |
| Arco di Vespasiano e di Tito                                                                                                | Arco trionfale                      | Regio VIII Forum Romanum                      | 81 d.C.                  |                                       |                      | Tuttora esistente                                                   | |            |
| Arco di Arcadio, Onorio e Teodosio (Arcus Arcadii Honorii et Theodosii), costruito nel 400                                  | Arco trionfale                      |                                               |                          |                                       |                      | Distrutto                                                           | |            |
| Arco di Augusto (Arcus Augusti), ovvero "Arco aziaco" e "Arco partico", costruiti rispettivamente nel 29 a.C. e nel 19 a.C. | Arco trionfale                      | Regio VIII Forum Romanum                      |                          |                                       |                      | Distrutto                                                           | |            |
| Arco di Camigliano | Arco trionfale                      |                                               |                          |                                       |                      | Distrutto                                                           | |            |
| Arco di Claudio (Arcus Claudii), costruiti nel 46 e intorno al 51/52                                                        | Arco trionfale                      | Regio VII Via Lata, Regio IX Circus Flaminius |                          |                                       |                      | Distrutto                                                           | |            |
| Arco di Dolabella e Silano (Arcus Dolabellae et Silani), costruito nel 10                                                   | Porta                               | Regio II Caelimontium                         |                          |                                       |                      | Esistente                                                           | Corrisponde alla Porta Caelimontana delle Mura Serviane |            |
| Arco di Gaio e Lucio Cesari                                                                                                 | Arco trionfale                      | Regio VIII Forum Romanum                      |                          |                                       |                      | Distrutto                                                           | Portico antistante la Basilica Emilia |            |
| Arco di Gallieno (Arcus Gallieni), costruito nel 262                                                                        | Porta                               | Regio V Esquiliae                             |                          |                                       |                      | Esistente                                                           | Corrisponde alla Porta Esquilina delle Mura Serviane |            |
| Arco di Graziano, Valentiniano e Teodosio (Arcus Gratiani Valentiniani et Theodosii), costruito tra il 379 e il 383         | Arco trionfale                      |                                               |                          |                                       |                      | Distrutto                                                           | |            |
| Arco di Lentulo e Crispino (Arcus Lentuli et Crispini), costruito nel 2                                                     | Arco trionfale                      |                                               |                          |                                       |                      | Distrutto                                                           | |            |
| Arco di Marco Aurelio (Arcus M. Aurelii), costruito nel 176                                                                 | Arco trionfale                      | Regio IX Circus Flaminius                     |                          |                                       |                      | Distrutto                                                           | |            |
| Arco di Nerone (Arcus Neronis)                                                                                              | Arco trionfale                      | Regio VIII Forum Romanum                      | Circa 58-62 d.C.         |                                       |                      | Distrutto (probabilmente 68 d.C. a seguito della damnatio memoriae) | |            |
| Arco Nuovo (Arcus Novus o Arcus Diocletiani)                                                                                | Arco trionfale                      |                                               |                          |                                       |                      | Distrutto                                                           | |            |
| Arco di Ottavio (Arcus Octavii)                                                                                             | Arco trionfale                      | Regio X Palatium                              |                          |                                       |                      | Distrutto                                                           | |            |
| Arco di Portogallo | Arco trionfale                      | Regio VII Via Lata, Regio IX Circus Flaminius |                          |                                       |                      | Distrutto                                                           | conosciuto anche come arcus de Trofoli o de Tripolis e arcus triumphalis |            |
| Arco della Pietà (Arcus Pietatis)                                                                                           | Arco trionfale                      |                                               |                          |                                       |                      | Distrutto                                                           | |            |
| Arco di Tiberio (Arcus Tiberii), costruito nel 16                                                                           | Arco trionfale                      | Regio VIII Forum Romanum                      |                          |                                       |                      | Distrutto                                                           | |            |
| Fornix Augusti | Arco trionfale                      | Regio XI Circus Maximus                       |                          |                                       |                      | Distrutto                                                           | |            |
| Fornix Calpurnius (o Fornix Calpurnianus)                                                                                   | Arco trionfale                      | Regio VIII Forum Romanum                      |                          |                                       |                      | Distrutto                                                           | |            |
| Fornix Fabianus | Arco trionfale                      | Regio VIII Forum Romanum                      |                          |                                       |                      | Distrutto                                                           | Eretto da Quinto Fabio Massimo Allobrogico nel 121 a.C. per celebrare la sua vittoria sugli Allobrogi. Restaurato da suo nipote nel 56 a.C. Esistente ai tempi di Cicerone, fu abbattuto o riciclato in epoca imprecisata. |            |
| Fornix Scipionis | Arco trionfale                      | Regio VIII Forum Romanum                      |                          |                                       |                      | Distrutto                                                           | |            |
| Fornix Stertinii | Arco trionfale                      | Regio XI Circus Maximus                       |                          |                                       |                      | Distrutto                                                           | |            |

### Colonne
| Monumento                       | Tipologia        | Regio                     | Inizio costruzione       | Inaugurazione | Restauri/rifacimenti | Distruzione | Commento | Foto/mappa |
| ------------------------------- | ---------------- | ------------------------- | ------------------------ | ------------- | -------------------- | ----------- | --- | ---------- |
| Colonna di Antonino Pio         | Colonna onoraria | Regio IX Circus Flaminius | 161-162 d.C.             |               |                      |             | Si conservano solo la base della colonna presso i Musei Vaticani e la parte sommitale. Quanto rinvenuto dei fusti fu utilizzato nel 1789 per il restauro dell'obelisco di Montecitorio |            |
| Colonna di Foca                 | Colonna onoraria | Regio VIII Forum Romanum  | II secolo d.C.           | 1º agosto 608 |                      |             | Tuttora esistente |            |
| Colonna di Marco Aurelio        | Colonna onoraria | Regio IX Circus Flaminius | Tra il 176 e il 192 d.C. |               |                      |             | Tuttora esistente |            |
| Colonna rostrata di Gaio Duilio | Colonna onoraria | Regio VIII Forum Romanum  |                          |               |                      |             | Si conserva la base presso i Musei Capitolini, ove vi è anche una sua ricostruzione |            |
| Colonna di Traiano              | Colonna onoraria | Regio VIII Forum Romanum  |                          | 113 d.C.      |                      |             | Tuttora esistente |            |
| Base dei Decennalia             | Colonna onoraria | Regio VIII Forum Romanum  |                          | 303 d.C. ?    |                      |             | Si conserva nel Foro solo la base della colonna |            |

### Obelischi
| Monumento                     | Tipologia | Regio                     | Inizio costruzione | Inaugurazione | Restauri/rifacimenti | Distruzione | Commento | Foto/mappa |
| ----------------------------- | --------- | ------------------------- | ------------------ | ------------- | -------------------- | ----------- | --- | ---------- |
| Obelisco Lateranense          | Obelisco  | Regio XI Circus Maximus   | XV secolo a.C.     | 357 d.C.      |                      |             | Proveniente dal tempio di Amon-Ra a Tebe (Karnak) in Egitto, nel 357 d.C. fu fatto portare a Roma dall'imperatore Costanzo II e fu eretto sulla spina del Circo Massimo. |            |
| Obelisco Vaticano             | Obelisco  | Regio XIV Transtiberim    |                    | 40 d.C.       |                      |             | Portato a Roma dall'imperatore Caligola, fu eretto sulla spina del Circo di Nerone nel 40 d.C. Fu spostato al centro di Piazza San Pietro per volere di papa Sisto V nell'estate del 1586 |            |
| Obelisco Flaminio             | Obelisco  | Regio XI Circus Maximus   | XIII secolo a.C.   | 10 a.C.       |                      |             | Proveniente dal tempio del Sole di Eliopoli in Egitto, fu fatto portare a Roma dall'imperatore Augusto nel 10 a.C. e fu eretto sulla spina del Circo Massimo. Fu rinvenuto rotto in 3 pezzi nel 1587 e fu eretto nel 1589 in Piazza del Popolo. |            |
| Obelisco di Montecitorio      | Obelisco  | Regio IX Circus Flaminius | XV secolo a.C.     | 357 d.C.      |                      |             | Realizzato all'epoca del faraone Psammetico II (595-589 a.C.), proviene da Eliopoli in Egitto. Fu portato a Roma da Augusto nel 10 a.C. e fu utilizzato come gnomone della meridiana di Augusto in Campo Marzio. Fu eretto in Piazza Montecitorio alla fine del XVIII secolo. |            |
| Obelisco Esquilino            | Obelisco  | Regio IX Circus Flaminius | I secolo d.C. (?)  |               |                      |             | Fu realizzato probabilmente all'epoca di Domiziano ad imitazione degli obelischi egiziani e collocato insieme all'obelisco del Quirinale all'ingresso del Mausoleo di Augusto. Qui venne ritrovato nel 1527 insieme al gemello e fu eretto nel 1587 per ordine di papa Sisto V. |            |
| Obelisco del Quirinale        | Obelisco  | Regio IX Circus Flaminius | I secolo d.C. (?)  |               |                      |             | Fu realizzato probabilmente all'epoca di Domiziano ad imitazione degli obelischi egiziani e fu collocato insieme all'obelisco Esquilino all'ingresso del Mausoleo di Augusto. Ritrovato nel 1527 insieme al gemello, fu eretto solo nel 1786, per volere di papa Pio VI, accanto alle statue dei Dioscuri provenienti dalle vicine terme di Costantino.                                                  |            |
| Obelisco di piazza Navona     | Obelisco  |                           |                    |               |                      |             | Fu realizzato probabilmente all'epoca di Domiziano ad imitazione degli obelischi egiziani e fu collocato dapprima nella sua villa a Albano Laziale. Nel 311 Massenzio lo fece spostare nella sua villa sull'Appia. Nel 1651 papa Innocenzo X lo fece recuperare, spezzato in quattro pezzi, e l'architetto Gian Lorenzo Bernini lo innalzò al centro di piazza Navona riutilizzandolo nella sua Fontana. |            |
| Obelisco Sallustiano          | Obelisco  |                           |                    |               |                      |             | |            |
| Obelisco del Pincio           | Obelisco  |                           |                    |               |                      |             | |            |
| Obelisco del Pantheon         | Obelisco  |                           |                    |               |                      |             | |            |
| Obelisco della Minerva        | Obelisco  |                           |                    |               |                      |             | |            |
| Monumento ai Caduti di Dogali | Obelisco  |                           |                    |               |                      |             | |            |
| Obelisco di Villa Celimontana | Obelisco  |                           |                    |               |                      |             | |            |

### Tombe
| Monumento                                       | Tipologia  | Regio                                                                  | Inizio costruzione | Inaugurazione | Restauri/rifacimenti | Distruzione | Commento                                                | Foto/mappa |
| ----------------------------------------------- | ---------- | ---------------------------------------------------------------------- | ------------------ | ------------- | -------------------- | ----------- | ------------------------------------------------------- | ---------- |
| Colombari di Vigna Codini                       | Colombario | Regio I Porta Capena                                                   |                    |               |                      |             |                                                         |            |
| Colombario di Pomponio Hylas                    | Colombario | Regio I Porta Capena                                                   |                    |               |                      |             |                                                         |            |
| Colombario di Tiberio Claudio Vitale            | Colombario | Regio V Esquiliae                                                      |                    |               |                      |             | Si trova all'interno della proprietà di Villa Wolkonsky |            |
| Colombario di Scribonio Menofilo                | Colombario |                                                                        |                    |               |                      |             |                                                         |            |
| Ipogeo degli Aurelii                            | Ipogeo     |                                                                        |                    |               |                      |             |                                                         |            |
| Mausoleo di Adriano                             | Mausoleo   | Regio XIV Transtiberim                                                 |                    |               |                      |             |                                                         |            |
| Mausoleo di Augusto                             | Mausoleo   | Regio IX Circus Flaminius                                              |                    |               |                      |             |                                                         |            |
| Mausoleo di Cecilia Metella                     | Mausoleo   | Lungo la Via Appia                                                     |                    |               |                      |             |                                                         |            |
| Mausoleo di Elena                               | Mausoleo   | Lungo la Via Labicana                                                  |                    |               |                      |             |                                                         |            |
| Mausoleo dei Giulii                             | Mausoleo   |                                                                        |                    |               |                      |             |                                                         |            |
| Mausoleo di Lucilio Peto                        | Mausoleo   | Lungo la Via Salaria                                                   |                    |               |                      |             |                                                         |            |
| Necropoli dell'Esquilino                        | Necropoli  | Regio V Esquiliae                                                      |                    |               |                      |             |                                                         |            |
| Necropoli del tempio di Antonino Pio e Faustina | Necropoli  | Regio IV Templum Pacis                                                 |                    |               |                      |             |                                                         |            |
| Necropoli vaticana                              | Necropoli  | Regio XIV Transtiberim                                                 |                    |               |                      |             |                                                         |            |
| Necropoli di via Portuense                      | Necropoli  | Regio XIV Transtiberim                                                 |                    |               |                      |             |                                                         |            |
| Piramide di Gaio Cestio                         | Piramide   | Lungo la Via Ostiense                                                  |                    |               |                      |             |                                                         |            |
| Sepolcreto salario                              | Necropoli  | Lungo la Via Salaria, in corrispondenza della successiva Porta Salaria |                    |               |                      |             |                                                         |            |
| Tomba di Elio Callistio ("Sedia del Diavolo")   | Tomba      | Lungo la Via Nomentana                                                 |                    |               |                      |             |                                                         |            |
| Sepolcro di Aulo Irzio                          | Tomba      |                                                                        |                    |               |                      |             |                                                         |            |
| Sepolcro di Gaio Publicio Bibulo                | Tomba      | Regio VII Via Lata                                                     |                    |               |                      |             |                                                         |            |
| Sepolcri del Celio                              | Necropoli  |                                                                        |                    |               |                      |             |                                                         |            |
| Sepolcro dei Domizi                             | Tomba      | Regio VII Via Lata                                                     |                    |               |                      |             |                                                         |            |
| Sepolcro di Eurisace                            | Tomba      | Regio V Esquiliae                                                      |                    |               |                      |             |                                                         |            |
| Sepolcro dei Platorini                          | Tomba      | Regio XIV Transtiberim                                                 |                    |               |                      |             |                                                         |            |
| Sepolcro degli Scipioni                         | Tomba      | Regio I Porta Capena                                                   |                    |               |                      |             |                                                         |            |
| Sepolcro dei Sempronii                          | Tomba      | Regio VI Alta Semita                                                   |                    |               |                      |             |                                                         |            |
| Tomba degli Haterii                             | Tomba      | Lungo la Via Labicana                                                  |                    |               |                      |             |                                                         |            |
| Cenotafio di Annia Regilla                      | Cenotafio  | Lungo la Via Appia                                                     |                    |               |                      |             |                                                         |            |
| Tomba di Geta                                   | Tomba      | Lungo la Via Appia                                                     |                    |               |                      |             |                                                         |            |
| Tomba di Pietro                                 | Tomba      | Regio XIV Transtiberim                                                 |                    |               |                      |             |                                                         |            |
| Mausoleo di Massenzio                           | Tomba      | Lungo la Via Appia                                                     |                    |               |                      |             |                                                         |            |
| Tombe preistoriche dell'Arco di Augusto         | Tomba      | Regio VIII Forum Romanum                                               |                    |               |                      |             |                                                         |            |

- Catacombe di Roma

## Edifici privati
- Casa degli Araldi
- Casa della Farnesina
- Casa dei Grifi
- Casa di via Graziosa
- Palazzo Sessoriano

### Residenze imperiali
- Casa di Augusto
- Casa di Livia
- Domus Aurea
- Domus Praeconum
- Domus Severiana
  - Septizonium
- Domus Tiberiana
- Domus Transitoria
- Palazzo di Domiziano
  - Domus Flavia
  - Aula Regia
  - Domus Augustana
  - Stadio palatino
  - Paedagogium
    - Graffito di Alessameno

### Giardini
- Horti Aciliorum
- Horti Agrippinae
- Horti Calyclani
- Horti Caesaris
- Horti Domitiae
- Horti Domitiorum
- Horti Epaphroditiani
- Horti Getae
- Horti Lamiani
- Horti Liciniani
- Horti Lolliani
- Horti Luculliani
- Horti Maiani
- Horti Maecenatis
  - Auditorium di Mecenate (un ninfeo del complesso)
- Horti Pallantiani
- Horti Sallustiani
- Horti Tauriani
- Horti Torquatiani

### Ville
- Domus Cilonis
- Domus Faustae
- Villa di Domizia Lucilla Minore
- Villa dei Gordiani
- Villa di Lucio Vero all'Acqua Traversa
- Villa di Lucullo
- Villa di Massenzio
- Villa di Mecenate
- Villa Publica
- Villa dei Quintili
- Villa dei Sette Bassi

## Politica
- Atrium Libertatis
- Comitium
- Curia Hostilia
- Curia Iulia
- Curia di Pompeo
- Rostri
- Tabularium

### Basiliche
conservate
| Monumento                                                | Tipologia                       | Regio                     | Inizio costruzione | Inaugurazione | Restauri/rifacimenti | Distruzione | Commento | Foto/mappa |
| -------------------------------------------------------- | ------------------------------- | ------------------------- | ------------------ | ------------- | -------------------- | ----------- | -------- | ---------- |
| Basilica Emilia (Basilica Aemilia)                       | basilica                        | Regio IV Templum Pacis    |                    |               |                      |             |          |            |
| Basilica Giulia (Basilica Iulia)                         | basilica                        | Regio VIII Forum Romanum  |                    |               |                      |             |          |            |
| Basilica di Massenzio (Basilica Maxentii et Constantini) | basilica                        | Regio VIII Forum Romanum  |                    |               |                      |             |          |            |
| Basilica di Nettuno (Basilica Neptuni)                   | basilica                        | Regio IX Circus Flaminius |                    |               |                      |             |          |            |
| Basilica Sempronia (Basilica Sempronia)                  | basilica                        | Regio VIII Forum Romanum  |                    |               |                      |             |          |            |
| Basilica Ulpia (Basilica Ulpia)                          | basilica                        | Regio VIII Forum Romanum  |                    |               |                      |             |          |            |
| Basilica sotterranea di Porta Maggiore                   | tempio / basilica funeraria (?) | Regio V Esquiliae         |                    |               |                      |             |          |            |

distrutte
| Monumento                                       | Tipologia | Regio                    | Inizio costruzione | Inaugurazione | Restauri/rifacimenti | Distruzione | Commento | Foto/mappa |
| ----------------------------------------------- | --------- | ------------------------ | ------------------ | ------------- | -------------------- | ----------- | -------- | ---------- |
| Basilica Argentaria (Basilica Argentaria)       | basilica  | Regio VIII Forum Romanum |                    |               |                      |             |          |            |
| Basilica di Giunio Basso (Basilica Iunii Bassi) | basilica  | Regio V Esquiliae        |                    |               |                      |             |          |            |
| Basilica Hilariana                              | basilica  | Regio II Caelimontium    |                    |               |                      |             |          |            |
| Basilica Opimia (Basilica Opimia)               | basilica  | Regio VIII Forum Romanum |                    |               |                      |             |          |            |
| Basilica Porcia (Basilica Porcia)               | basilica  | Regio VIII Forum Romanum |                    |               |                      |             |          |            |

## Architetture religiose

### Altari
| Monumento                                                          | Tipologia | Regio                     | Inizio costruzione | Inaugurazione     | Restauri/rifacimenti | Distruzione | Commento                                            | Foto/mappa |
| ------------------------------------------------------------------ | --------- | ------------------------- | ------------------ | ----------------- | -------------------- | ----------- | --------------------------------------------------- | ---------- |
| Altare di Conso (Ara Consi)                                        | altare    | Regio XI Circus Maximus   | periodo monarchico |                   |                      |             |                                                     |            |
| Altare di Dis Pater e Proserpina (Ara Ditis Patris et Proserpinae) | altare    | Regio IX Circus Flaminius | periodo monarchico |                   |                      |             |                                                     |            |
| Altare di Domizio Enobarbo (Ara Domitii Ahenobarbi)                | altare    | Regio IX Circus Flaminius | 113 a.C.           |                   |                      |             |                                                     |            |
| Ara Fortuna Redux                                                  | altare    | Regio I Porta Capena      | 19 a.C.            |                   |                      |             | fatta erigere dal Senato nei pressi di Porta Capena |            |
| Altare di Vulcano                                                  | altare    | Regio VIII Forum Romanum  |                    |                   |                      |             |                                                     |            |
| Ara massima di Ercole invitto                                      | altare    | Regio XI Circus Maximus   |                    |                   |                      |             |                                                     |            |
| Altare della Pace di Augusto (Ara Pacis Augustae)                  | altare    | Regio IX Circus Flaminius | 13 a.C.            | 30 gennaio 9 a.C. |                      |             |                                                     |            |
| Ara di Marte                                                       | altare    | Regio IX Circus Flaminius |                    |                   |                      |             |                                                     |            |
| Altare della Vittoria                                              | altare    | Regio VIII Forum Romanum  |                    | 28 agosto 29 a.C. |                      |             | collocato all'interno della Curia Iulia             |            |
| Ara dell'incendio neroniano                                        | altare    | Regio VI Alta Semita      |                    |                   |                      |             |                                                     |            |

### Templi

#### Aventino
| Monumento | Tipologia | Regio                | Inizio costruzione | Inaugurazione | Restauri/rifacimenti | Distruzione | Commento | Foto/mappa |
| --- | --------- | -------------------- | ------------------ | ------------- | -------------------- | ----------- | -------- | ---------- |
| Tempio della Bona Dea (Aedes Bonae Deae; costruito dopo il 272 a.C.; restaurato da Livia Drusilla e da Adriano) | tempio    | Regio XIII Aventinus |                    |               |                      |             |          |            |
| Santuario di Cerere, Libero e Libera                                                                            | tempio    | Regio XIII Aventinus |                    |               |                      |             |          |            |
| Tempio di Diana Aventina (costruito da Servio Tullio; rifatto nel 36 a.C. da Lucio Cornificio)                  | tempio    | Regio XIII Aventinus |                    |               |                      |             |          |            |
| Santuario di Giove Dolicheno (Dolocenum)                                                                        | tempio    | Regio XIII Aventinus |                    |               |                      |             |          |            |
| Tempio di Giove Libertà                                                                                         | tempio    | Regio XIII Aventinus |                    |               |                      |             |          |            |
| Tempio di Giunone Regina                                                                                        | tempio    | Regio XIII Aventinus |                    |               |                      |             |          |            |
| Tempio della Luna (costruito da Servio Tullio? Esisteva nel 182 a.C.)                                           | tempio    | Regio XIII Aventinus |                    |               |                      |             |          |            |
| Tempio di Mercurio                                                                                              | tempio    | Regio XIII Aventinus |                    |               |                      |             |          |            |
| Tempio di Minerva                                                                                               | tempio    | Regio XIII Aventinus |                    |               |                      |             |          |            |
| Tempio di Vertumno                                                                                              | tempio    | Regio XIII Aventinus |                    |               |                      |             |          |            |

#### Campidoglio
| Monumento                                       | Tipologia | Regio                    | Inizio costruzione                                                    | Inaugurazione         | Restauri/rifacimenti                                               | Distruzione                       | Commento                                                                                    | Foto/mappa |
| ----------------------------------------------- | --------- | ------------------------ | --------------------------------------------------------------------- | --------------------- | ------------------------------------------------------------------ | --------------------------------- | ------------------------------------------------------------------------------------------- | ---------- |
| Tempio di Fides (Aedes Fidei)                   | tempio    | Regio VIII Forum Romanum | (Numa Pompilio); Aulo Atilio Calatino                                 | 254 o 250 a.C.        | Marco Emilio Scauro: restauro e nuova dedica il I ottobre 115 a.C. |                                   |                                                                                             |            |
| Tempio di Giove Custode (Aedes Jovis Custodis)  | tempio    | Regio VIII Forum Romanum | Domiziano                                                             | dopo l'81 d.C.        |                                                                    |                                   | il probabile basamento è visibile in Via del Tempio di Giove, tagliato in due dalla strada. |            |
| Tempio di Giove Feretrio (Aedes Jovis Feretrii) | tempio    | Regio VIII Forum Romanum | (Romolo)                                                              | 752-751 a.C.          | Augusto durante le guerre civili                                   |                                   | nessun resto                                                                                |            |
| Tempio di Giove Ottimo Massimo                  | tempio    | Regio VIII Forum Romanum | Tarquinio Prisco                                                      | 13 settembre 509 a.C. | 83-69 a.C.; 69 d.C.; 80 d.C.                                       | Genserico (455 d.C.)              | Il basamento del tempio è visibile oggi all'interno dei Musei Capitolini                    |            |
| Tempio di Giove Tonante (Aedes Jovis Tonantis)  | tempio    | Regio VIII Forum Romanum | Augusto                                                               | 1º settembre 22 a.C.  |                                                                    |                                   | La statua del dio era opera dello scultore Leocare. Non si conserva nulla del tempio.       |            |
| Tempio di Giunone Moneta                        | tempio    | Regio VIII Forum Romanum | Lucio Furio Camillo, dopo la vittoria contro gli Aurunci nel 345 a.C. | 343 a.C.              |                                                                    | 64 d.C. (grande incendio di Roma) |                                                                                             |            |
| Tempio di Iside (Iseo del Campidoglio)          | tempio    | Regio VIII Forum Romanum |                                                                       |                       |                                                                    |                                   |                                                                                             |            |
| Tempio di Ops                                   | tempio    | Regio VIII Forum Romanum |                                                                       |                       |                                                                    |                                   |                                                                                             |            |
| Tempio di Veiove                                | tempio    | Regio VIII Forum Romanum |                                                                       |                       |                                                                    |                                   |                                                                                             |            |

#### Campo Marzio
| Monumento                                                                 | Tipologia  | Regio                     | Inizio costruzione | Inaugurazione      | Restauri/rifacimenti | Distruzione | Commento                                              | Foto/mappa |
| ------------------------------------------------------------------------- | ---------- | ------------------------- | ------------------ | ------------------ | -------------------- | ----------- | ----------------------------------------------------- | ---------- |
| Largo di Torre Argentina                                                  | area sacra | Regio IX Circus Flaminius |                    |                    |                      |             |                                                       |            |
| Tempio di Fortuna Huiusce Diei (Tempio della Fortuna del giorno presente) | tempio     | Regio IX Circus Flaminius |                    |                    |                      |             | Uno dei 4 templi dell'area sacrea di Largo Argentina. |            |
| Pantheon                                                                  | tempio     | Regio IX Circus Flaminius |                    |                    |                      |             |                                                       |            |
| Tempio di Adriano                                                         | tempio     | Regio IX Circus Flaminius |                    |                    |                      |             |                                                       |            |
| Tempio di Apollo Sosiano                                                  | tempio     | Regio IX Circus Flaminius |                    |                    |                      |             |                                                       |            |
| Tempio di Bellona                                                         | tempio     | Regio IX Circus Flaminius |                    |                    |                      |             |                                                       |            |
| Tempio di Castore e Polluce                                               | tempio     | Regio IX Circus Flaminius |                    |                    |                      |             |                                                       |            |
| Tempio di Ercole custode                                                  | tempio     | Regio IX Circus Flaminius |                    |                    |                      |             |                                                       |            |
| Tempio di Ercole delle Muse                                               | tempio     | Regio IX Circus Flaminius |                    |                    |                      |             |                                                       |            |
| Tempio di Feronia                                                         | tempio     | Regio IX Circus Flaminius |                    |                    |                      |             | Uno dei 4 templi dell'area sacrea di Largo Argentina. |            |
| Tempio della Fortuna Equestre                                             | tempio     | Regio IX Circus Flaminius |                    | 13 agosto 173 a.C. |                      |             |                                                       |            |
| Tempio di Giove Statore (II secolo a.C.)                                  | tempio     | Regio IX Circus Flaminius |                    |                    |                      |             |                                                       |            |
| Tempio di Giunone Regina (Campo Marzio)                                   | tempio     | Regio IX Circus Flaminius |                    |                    |                      |             |                                                       |            |
| Tempio di Giunone Sospita (Foro Olitorio)                                 | tempio     | Regio IX Circus Flaminius |                    |                    |                      |             |                                                       |            |
| Tempio di Giuturna                                                        | tempio     | Regio IX Circus Flaminius |                    |                    |                      |             |                                                       |            |
| Tempio di Iside al Campo Marzio                                           | tempio     | Regio IX Circus Flaminius |                    |                    |                      |             |                                                       |            |
| Tempio dei Lari                                                           | tempio     | Regio IX Circus Flaminius |                    |                    |                      |             |                                                       |            |
| Tempio di Marco Aurelio (e Faustina?)                                     | tempio     | Regio IX Circus Flaminius |                    |                    |                      |             |                                                       |            |
| Tempio di Marte in Circo                                                  | tempio     | Regio IX Circus Flaminius |                    |                    |                      |             |                                                       |            |
| Tempio di Matidia                                                         | tempio     | Regio IX Circus Flaminius |                    |                    |                      |             |                                                       |            |
| Tempio di Minerva Chalcidica                                              | tempio     | Regio IX Circus Flaminius |                    |                    |                      |             |                                                       |            |
| Tempio di Nettuno                                                         | tempio     | Regio IX Circus Flaminius |                    |                    |                      |             |                                                       |            |
| Tempio delle Ninfe                                                        | tempio     | Regio IX Circus Flaminius |                    |                    |                      |             |                                                       |            |
| Tempio della Pietà                                                        | tempio     | Regio IX Circus Flaminius |                    |                    |                      |             |                                                       |            |
| Tempio della Speranza                                                     | tempio     | Regio IX Circus Flaminius |                    |                    |                      |             |                                                       |            |
| Tempio di Vulcano                                                         | tempio     | Regio IX Circus Flaminius |                    |                    |                      |             |                                                       |            |

#### Celio
| Monumento                                            | Tipologia | Regio                 | Inizio costruzione | Inaugurazione      | Restauri/rifacimenti                                         | Distruzione            | Commento                                                                   | Foto/mappa |
| ---------------------------------------------------- | --------- | --------------------- | ------------------ | ------------------ | ------------------------------------------------------------ | ---------------------- | -------------------------------------------------------------------------- | ---------- |
| Tempio del Divo Claudio                              | tempio    | Regio II Caelimontium | 54 d.C.            |                    | circa 69 d.C. da Vespasiano                                  | circa IV-V secolo d.C. | non più esistente (si conserva solo l'enorme piattaforma di 180x200 metri) |            |
| Tempio di Onore e Virtù (nei pressi di Porta Capena) | tempio    | Regio I Porta Capena  | 234 a.C.           | 17 luglio 234 a.C. | ampliato e ridedicato nel 205 a.C.; restaurato da Vespasiano | circa IV-V secolo d.C. | non più esistente                                                          |            |

#### Esquilino
| Monumento                | Tipologia | Regio             | Inizio costruzione | Inaugurazione     | Restauri/rifacimenti          | Distruzione                                                | Commento                                             | Foto/mappa |
| ------------------------ | --------- | ----------------- | ------------------ | ----------------- | ----------------------------- | ---------------------------------------------------------- | ---------------------------------------------------- | ---------- |
| Tempio di Giunone Lucina | tempio    | Regio V Esquiliae |                    | 1º marzo 375 a.C. | 41 a.C. (restauro di un muro) | 190 a.C.: danneggiamento di porte e timpano per un fulmine | non più esistente (esisteva ancora in età imperiale) |            |

#### Foro Boario
| Monumento                                     | Tipologia | Regio                    | Inizio costruzione | Inaugurazione | Restauri/rifacimenti      | Distruzione | Commento | Foto/mappa |
| --------------------------------------------- | --------- | ------------------------ | ------------------ | ------------- | ------------------------- | ----------- | --- | ---------- |
| Tempio di Ercole invitto                      | tempio    | Regio XI Circus Maximus  | 142 a.C.           |               |                           |             | |            |
| Tempio di Ercole Pompeiano                    | tempio    | Regio XI Circus Maximus  |                    |               |                           |             | |            |
| Tempio di Ercole Vincitore                    | tempio    | Regio XI Circus Maximus  | circa 120 a.C.     |               | Tiberio (dopo il 15 d.C.) |             | Tuttora esistente. Trasformato in chiesa dedicata a Santo Stefano delle Carrozze nel 1132, poi ridedicata a Santa Maria del Sole nel XVII secolo.         |            |
| Tempio della Fortuna (Area di Sant'Omobono)   | tempio    | Regio VIII Forum Romanum |                    |               |                           |             | |            |
| Tempio di Mater Matuta (Area di Sant'Omobono) | tempio    | Regio VIII Forum Romanum |                    |               |                           |             | |            |
| Tempio di Portuno                             | tempio    | Regio XI Circus Maximus  | 80-70 a.C.         |               |                           |             | Tuttora esistente. Trasformato in chiesa dedicata a Santa Maria Secundicerii nel IX secolo d.C. e, successivamente, a Santa Maria Egiziaca, fino al 1916. |            |
| Tempio della Pudicizia Patrizia               | tempio    | Regio XI Circus Maximus  |                    |               |                           |             | non più esistente |            |

#### Foro Olitorio
| Monumento                 | Tipologia | Regio                     | Inizio costruzione         | Inaugurazione | Restauri/rifacimenti | Distruzione | Commento | Foto/mappa |
| ------------------------- | --------- | ------------------------- | -------------------------- | ------------- | --- | ----------- | --- | ---------- |
| Tempio di Giano           | tempio    | Regio IX Circus Flaminius | I metà del III secolo a.C. |               | Ristrutturato da Tiberio nel 17 d.C.                                                                                              |             | Sorgeva a destra del tempio di Giunone Sospita, l'odierna Basilica di San Nicola in Carcere. Si conservano 7 colonne inglobate nel fianco destro della chiesa e 2 colonne rialzate sul podio del tempio.                    |            |
| Tempio di Giunone Sospita | tempio    | Regio IX Circus Flaminius | Circa 195 a.C.             |               | Ristrutturato nel 90 a.C. |             | In corrispondenza del tempio, nel VI secolo d.C. fu edificata una chiesa, poi divenuta la Basilica di San Nicola in Carcere. Del tempio si conservano tre colonne nella facciata, il basamento e altre colonne all'interno. |            |
| Tempio della Pietà        | tempio    | Regio IX Circus Flaminius |                            |               | |             | |            |
| Tempio della Speranza     | tempio    | Regio IX Circus Flaminius | I metà del III secolo a.C. |               | Ristrutturato nel 232 a.C.; ricostruito dopo l'incendio del 213 a.C.; restaurato nel 17 da Gaio Giulio Cesare Claudiano Germanico |             | Sorgeva a sinistra del tempio di Giunone Sospita. Si conservano sei colonne con architrave inglobate nel fianco sinistro della chiesa di San Nicola.                                                                        |            |

#### Foro Romano
| Monumento                                  | Tipologia | Regio                    | Inizio costruzione | Inaugurazione | Restauri/rifacimenti                                              | Distruzione | Commento                                      | Foto/mappa |
| ------------------------------------------ | --------- | ------------------------ | ------------------ | ------------- | ----------------------------------------------------------------- | ----------- | --------------------------------------------- | ---------- |
| Tempio di Antonino e Faustina              | tempio    | Regio IV Templum Pacis   |                    |               |                                                                   |             |                                               |            |
| Tempio di Augusto                          | tempio    | Regio VIII Forum Romanum |                    |               |                                                                   |             | Non più esistente.                            |            |
| Tempio della Concordia                     | tempio    | Regio VIII Forum Romanum |                    |               |                                                                   |             |                                               |            |
| Tempio dei Dioscuri                        | tempio    | Regio VIII Forum Romanum |                    | 484 a.C.      | Ristrutturato nel 117 a.C., nel 74 a.C. e nel 6 d.C. (da Tiberio) |             |                                               |            |
| Tempio del Divo Giulio                     | tempio    | Regio VIII Forum Romanum |                    |               |                                                                   |             |                                               |            |
| Tempio del Divo Romolo                     | tempio    | Regio IV Templum Pacis   |                    |               |                                                                   |             |                                               |            |
| Tempio di Giano                            | tempio    | Regio IV Templum Pacis   |                    |               |                                                                   |             | Non più esistente e di incerta localizzazione |            |
| Tempio di Giove Statore (VIII secolo a.C.) | tempio    | Regio IV Templum Pacis   |                    |               |                                                                   |             | Non più esistente e di incerta localizzazione |            |
| Tempio di Saturno                          | tempio    | Regio VIII Forum Romanum |                    |               |                                                                   |             |                                               |            |
| Tempio di Venere e Roma                    | tempio    | Regio IV Templum Pacis   |                    |               |                                                                   |             |                                               |            |
| Tempio di Vespasiano                       | tempio    | Regio VIII Forum Romanum |                    |               |                                                                   |             |                                               |            |
| Tempio di Vesta                            | tempio    | Regio VIII Forum Romanum |                    |               |                                                                   |             |                                               |            |
| Sacello di Venere Cloacina                 | sacello   | Regio IV Templum Pacis   |                    |               |                                                                   |             |                                               |            |

#### Fori imperiali
| Monumento                            | Tipologia | Regio                  | Inizio costruzione | Inaugurazione | Restauri/rifacimenti | Distruzione | Commento                                        | Foto/mappa |
| ------------------------------------ | --------- | ---------------------- | ------------------ | ------------- | -------------------- | ----------- | ----------------------------------------------- | ---------- |
| Tempio di Marte Ultore               | tempio    | Regio IV Templum Pacis |                    |               |                      |             |                                                 |            |
| Tempio di Minerva (Foro Transitorio) | tempio    | Regio IV Templum Pacis |                    |               |                      |             |                                                 |            |
| Tempio della Pace                    | tempio    | Regio IV Templum Pacis |                    |               |                      |             |                                                 |            |
| Tempio di Traiano                    | tempio    | Regio IV Templum Pacis |                    |               |                      |             | Non più esistente. Di posizione ancora incerta. |            |
| Tempio di Venere Genitrice           | tempio    | Regio IV Templum Pacis |                    |               |                      |             |                                                 |            |

#### Palatino
| Monumento                                   | Tipologia | Regio            | Inizio costruzione | Inaugurazione      | Restauri/rifacimenti                                              | Distruzione                                   | Commento | Foto/mappa |
| ------------------------------------------- | --------- | ---------------- | ------------------ | ------------------ | ----------------------------------------------------------------- | --------------------------------------------- | -------- | ---------- |
| Tempio di Apollo Palatino                   | tempio    | Regio X Palatium |                    | 9 ottobre 28 a.C.  |                                                                   | Distrutto da un incendio il 19 marzo 363 d.C. |          |            |
| Tempio di Cibele o Tempio della Magna Mater | tempio    | Regio X Palatium |                    | 11 aprile 191 a.C. | 111 a.C. (distrutto da incendio); 3 d.C. (ricostruito da Augusto) |                                               |          |            |
| Elagabalium                                 | tempio    | Regio X Palatium |                    |                    |                                                                   |                                               |          |            |
| Tempio della Fortuna Respiciens             | tempio    | Regio X Palatium |                    |                    |                                                                   |                                               |          |            |
| Tempio di Giunone Sospita                   | tempio    | Regio X Palatium |                    |                    |                                                                   |                                               |          |            |
| Tempio di Vesta                             | tempio    | Regio X Palatium |                    |                    |                                                                   |                                               |          |            |
| Tempio della Vittoria                       | tempio    | Regio X Palatium |                    | 1º agosto 294 a.C. |                                                                   |                                               |          |            |

#### Quirinale
| Monumento                                                    | Tipologia | Regio                | Inizio costruzione | Inaugurazione | Restauri/rifacimenti | Distruzione | Commento | Foto/mappa |
| ------------------------------------------------------------ | --------- | -------------------- | ------------------ | ------------- | -------------------- | ----------- | -------- | ---------- |
| Capitolium Vetus                                             | tempio    | Regio VI Alta Semita |                    |               |                      |             |          |            |
| Santuario di Diana Planciana                                 | tempio    | Regio VI Alta Semita |                    |               |                      |             |          |            |
| Santuario di Semo Sancus Dius Fidius                         | tempio    | Regio VI Alta Semita |                    |               |                      |             |          |            |
| Tempio della gens Flavia                                     | tempio    | Regio VI Alta Semita |                    |               |                      |             |          |            |
| Tempio di Febris                                             | tempio    | Regio VI Alta Semita |                    |               |                      |             |          |            |
| Tempio di Flora                                              | tempio    | Regio VI Alta Semita |                    |               |                      |             |          |            |
| Tempio di Fortuna Euelpis                                    | tempio    | Regio VI Alta Semita |                    |               |                      |             |          |            |
| Tempio di Fortuna Publica Populi Romani Quiritium Primigenia | tempio    | Regio VI Alta Semita |                    |               |                      |             |          |            |
| Tempio della Pudicitia Plebeia                               | tempio    | Regio VI Alta Semita |                    |               |                      |             |          |            |
| Tempio di Quirino                                            | tempio    | Regio VI Alta Semita |                    |               |                      |             |          |            |
| Tempio della Salus                                           | tempio    | Regio VI Alta Semita |                    |               |                      |             |          |            |
| Tempio di Serapide                                           | tempio    | Regio VI Alta Semita |                    |               |                      |             |          |            |
| Tempio di Spes                                               | tempio    | Regio VI Alta Semita |                    |               |                      |             |          |            |
| Tempio di Venere Ericina                                     | tempio    | Regio VI Alta Semita |                    |               |                      |             |          |            |

#### Isola Tiberina
| Monumento           | Tipologia | Regio                  | Inizio costruzione | Inaugurazione | Restauri/rifacimenti | Distruzione | Commento | Foto/mappa |
| ------------------- | --------- | ---------------------- | ------------------ | ------------- | -------------------- | ----------- | -------- | ---------- |
| Tempio di Esculapio | tempio    | Regio XIV Transtiberim |                    |               |                      |             |          |            |
| Tempio di Fauno     | tempio    | Regio XIV Transtiberim |                    |               |                      |             |          |            |

#### Viminale
| Monumento          | Tipologia | Regio                | Inizio costruzione | Inaugurazione | Restauri/rifacimenti | Distruzione | Commento | Foto/mappa |
| ------------------ | --------- | -------------------- | ------------------ | ------------- | -------------------- | ----------- | -------- | ---------- |
| Santuario di Nenia | tempio    | Regio VI Alta Semita |                    |               |                      |             |          |            |

### Mitrei
| Monumento                                     | Tipologia | Regio                     | Inizio costruzione | Inaugurazione | Restauri/rifacimenti | Distruzione | Commento | Foto/mappa |
| --------------------------------------------- | --------- | ------------------------- | ------------------ | ------------- | -------------------- | ----------- | -------- | ---------- |
| Mitreo Barberini (con tauroctonia affrescata) | mitreo    | Regio VI Alta Semita      | III secolo d.C.    |               |                      |             |          |            |
| Mitreo del Circo Massimo                      | mitreo    | Regio XI Circus Maximus   |                    |               |                      |             |          |            |
| Mitreo di San Clemente                        | mitreo    | Regio III Isis et Serapis |                    |               |                      |             |          |            |
| Mitreo di Santa Prisca                        | mitreo    | Regio XIII Aventinus      | II secolo d.C.     |               |                      |             |          |            |
| Mitreo sotto la Basilica di S.Stefano Rotondo | mitreo    | Regio II Caelimontium     |                    |               |                      |             |          |            |
| Mitreo delle Terme di Caracalla               | mitreo    | Regio XII Piscina Publica |                    |               |                      |             |          |            |

### Chiese paleocristiane
| Monumento                                             | Tipologia               | Regio                  | Inizio costruzione | Inaugurazione | Restauri/rifacimenti | Distruzione | Commento | Foto/mappa |
| ----------------------------------------------------- | ----------------------- | ---------------------- | ------------------ | ------------- | -------------------- | ----------- | -------- | ---------- |
| Basilica di San Giovanni in Laterano                  | Basilica papale         | Regio II Caelimontium  | IV secolo d.C.     |               |                      |             |          |            |
| Antica basilica di San Pietro in Vaticano             | Basilica papale         | Regio XIV Transtiberim | IV secolo d.C.     |               |                      |             |          |            |
| Basilica di San Paolo fuori le mura                   | Basilica papale         | lungo la Via Ostiense  | IV secolo d.C.     |               |                      |             |          |            |
| Basilica di Santa Maria Maggiore (Basilica Liberiana) | Basilica papale         | Regio V Esquiliae      | V secolo d.C.      |               |                      |             |          |            |
| Complesso monumentale di Sant'Agnese fuori le mura    | Basilica paleocristiana | lungo la Via Nomentana | IV secolo d.C.     |               |                      |             |          |            |
| Basilica di San Clemente al Laterano                  | Basilica paleocristiana | Regio II Caelimontium  | IV secolo d.C.     |               |                      |             |          |            |
| Basilica di Santa Croce in Gerusalemme                | Basilica paleocristiana | Regio II Caelimontium  | IV secolo d.C.     |               |                      |             |          |            |

### Altre strutture sacre
| Monumento           | Tipologia                     | Regio                    | Inizio costruzione | Inaugurazione | Restauri/rifacimenti | Distruzione | Commento | Foto/mappa |
| ------------------- | ----------------------------- | ------------------------ | ------------------ | ------------- | -------------------- | ----------- | -------- | ---------- |
| Casa delle Vestali  | abitazione                    | Regio VIII Forum Romanum | II secolo a.C.     |               |                      |             |          |            |
| Domus Publica       | abitazione                    | Regio VIII Forum Romanum |                    |               |                      |             |          |            |
| Lacus Curtius       | luogo sacro                   | Regio VIII Forum Romanum |                    |               |                      |             |          |            |
| Lapis niger         | luogo sacro                   | Regio VIII Forum Romanum |                    |               |                      |             |          |            |
| Lupercale           | luogo sacro (grotta naturale) | Regio X Palatium         |                    |               |                      |             |          |            |
| Regia               | edificio sacro                | Regio VIII Forum Romanum |                    |               |                      |             |          |            |
| Puteal Scribonianum | puteale                       | Regio VIII Forum Romanum |                    |               |                      |             |          |            |

## Architetture militari

### Castra
| Monumento                   | Tipologia | Regio | Inizio costruzione | Inaugurazione | Restauri/rifacimenti | Distruzione | Commento | Foto/mappa |
| --------------------------- | --------- | --- | ------------------ | ------------- | -------------------- | ----------- | -------- | ---------- |
| Castra Praetoria            | caserma   | Regio VI Alta Semita |                    |               |                      |             |          |            |
| Castra urbana               | caserma   | Regio VII Via Lata |                    |               |                      |             |          |            |
| Castra equitum singolarium  | caserma   | Regio II Caelimontium |                    |               |                      |             |          |            |
| Castra misenatium           | caserma   | Regio III Isis et Serapis |                    |               |                      |             |          |            |
| Castra peregrina            | caserma   | Regio II Caelimontium |                    |               |                      |             |          |            |
| Cohortium Vigilum Stationes | caserme   | Regio VII Via Lata, Regio V Esquiliae, Regio VI Alta Semita, Regio XII Piscina Publica, Regio II Caelimontium, Regio VIII Forum Romanum, Regio XIV Transtiberim |                    |               |                      |             |          |            |
| Excubitorium                | caserma   | Regio XIV Transtiberim |                    |               |                      |             |          |            |

### Mura serviane
| Monumento                                | Tipologia    | Regio                     | Inizio costruzione | Inaugurazione | Restauri/rifacimenti | Distruzione | Commento | Foto/mappa |
| ---------------------------------------- | ------------ | ------------------------- | ------------------ | ------------- | -------------------- | ----------- | -------- | ---------- |
| Porta Caelimontana e Porta Querquetulana | porta urbica | Regio II Caelimontium     |                    |               |                      |             |          |            |
| Porta Capena                             | porta urbica | Regio I Porta Capena      |                    |               |                      |             |          |            |
| Porta Carmentale                         | porta urbica | Regio VIII Forum Romanum  |                    |               |                      |             |          |            |
| Porta Collina                            | porta urbica | Regio VI Alta Semita      |                    |               |                      |             |          |            |
| Porta Esquilina                          | porta urbica | Regio V Esquiliae         |                    |               |                      |             |          |            |
| Porta Flumentana                         | porta urbica | Regio VIII Forum Romanum  |                    |               |                      |             |          |            |
| Porta Fontinalis                         | porta urbica | Regio VIII Forum Romanum  |                    |               |                      |             |          |            |
| Porta Lavernalis                         | porta urbica | Regio XIII Aventinus      |                    |               |                      |             |          |            |
| Porta Naevia                             | porta urbica | Regio XII Piscina Publica |                    |               |                      |             |          |            |
| Porta Quirinalis                         | porta urbica | Regio VI Alta Semita      |                    |               |                      |             |          |            |
| Porta Raudusculana                       | porta urbica | Regio XIII Aventinus      |                    |               |                      |             |          |            |
| Porta Salutaris                          | porta urbica | Regio VI Alta Semita      |                    |               |                      |             |          |            |
| Porta Sanqualis                          | porta urbica | Regio VI Alta Semita      |                    |               |                      |             |          |            |
| Porta Trigemina                          | porta urbica | Regio XI Circus Maximus   |                    |               |                      |             |          |            |
| Porta Viminale                           | porta urbica | Regio V Esquiliae         |                    |               |                      |             |          |            |

### Mura aureliane
| Monumento                                   | Tipologia    | Regio                  | Inizio costruzione                                        | Inaugurazione | Restauri/rifacimenti | Distruzione      | Commento | Foto/mappa |
| ------------------------------------------- | ------------ | ---------------------- | --------------------------------------------------------- | ------------- | -------------------- | ---------------- | --- | ---------- |
| Porta Appia (moderna porta San Sebastiano)  | porta urbica | Regio I Porta Capena   | 270-275 d.C.                                              |               |                      |                  | Tuttora in uso |            |
| Porta Ardeatina                             | porta urbica | Regio XIII Aventinus   | 270-275 d.C.                                              |               |                      |                  | Chiusa prima dell'VIII secolo d.C. |            |
| Porta Asinaria                              | porta urbica | Regio V Esquiliae      | 270-275 d.C.                                              |               |                      |                  | |            |
| Porta Aurelia (moderna porta San Pancrazio) | porta urbica | Regio XIV Transtiberim | 270-275 d.C.                                              |               |                      | XVII secolo      | Sostituita dalla barocca Porta San Pancrazio, conservando però la controporta aureliana.                                                     |            |
| Porta Clausa                                | porta urbica | Regio V Esquiliae      | 270-275 d.C.                                              |               |                      |                  | |            |
| Porta Cornelia                              | porta urbica | Regio XIV Transtiberim | 270-275 d.C.                                              |               |                      |                  | |            |
| Porta Flaminia (moderna Porta del Popolo)   | porta urbica | Regio VII Via Lata     | 270-275 d.C.                                              |               |                      | XVI secolo d.C.  | Riedificata per volontà del papa Pio IV |            |
| Porta Latina                                | porta urbica | Regio I Porta Capena   | 270-275 d.C.                                              |               |                      |                  | Tuttora in uso |            |
| Porta Metronia                              | porta urbica | Regio II Caelimontium  | 270-275 d.C.                                              |               |                      |                  | Murata nel 1122 per volontà di papa Callisto II                                                                                              |            |
| Porta Nomentana                             | porta urbica | Regio VI Alta Semita   | 270-275 d.C.                                              |               |                      |                  | Murata nel 1564 per volontà di papa Pio IV                                                                                                   |            |
| Porta Ostiensis (moderna porta San Paolo)   | porta urbica | Regio XIII Aventinus   | 270-275 d.C.                                              |               |                      |                  | Tuttora esistente. |            |
| Porta Pinciana                              | porta urbica | Regio VI Alta Semita   | 403 d.C. (ingrandimento della posterula del 270-275 d.C.) |               |                      |                  | Murata e riaperta più volte, è tuttora in uso.                                                                                               |            |
| Porta Portuensis                            | porta urbica | Regio XIV Transtiberim | 270-275 d.C.                                              |               |                      | XVII secolo d.C. | Sostituita con Porta Portese, costruita 453 metri più a nord.                                                                                |            |
| Porta Praenestina (moderna Porta Maggiore)  | porta urbica | Regio V Esquiliae      | 270-275 d.C.                                              |               |                      |                  | Tuttora esistente |            |
| Porta Principalis Sinistra                  | porta urbica | Regio VI Alta Semita   |                                                           |               |                      |                  | Era la porta settentrionale dei Castra Praetoria tiberiani. Chiusa probabilmente nel 270-275 d.C. quando Aureliano costruì la cinta muraria. |            |
| Porta Principalis Dextera                   | porta urbica | Regio II Caelimontium  |                                                           |               |                      |                  | Era la porta meridionale dei Castra Praetoria tiberiani. Chiusa probabilmente nel 270-275 d.C. quando Aureliano costruì la cinta muraria.    |            |
| Porta Salaria                               | porta urbica | Regio VI Alta Semita   | 270-275 d.C.                                              |               |                      | 1921             | Demolita nel 1921 per favorire la circolazione stradale.                                                                                     |            |
| Porta Septimiana                            | porta urbica | Regio XIV Transtiberim | 270-275 d.C.                                              |               |                      |                  | Tuttora esistente. |            |
| Porta Tiburtina                             | porta urbica | Regio V Esquiliae      | 270-275 d.C.                                              |               |                      |                  | Realizzata da Aureliano riutilizzando un arco eretto da Augusto al punto di incrocio di tre acquedotti. Tuttora esistente.                   |            |

## Altro

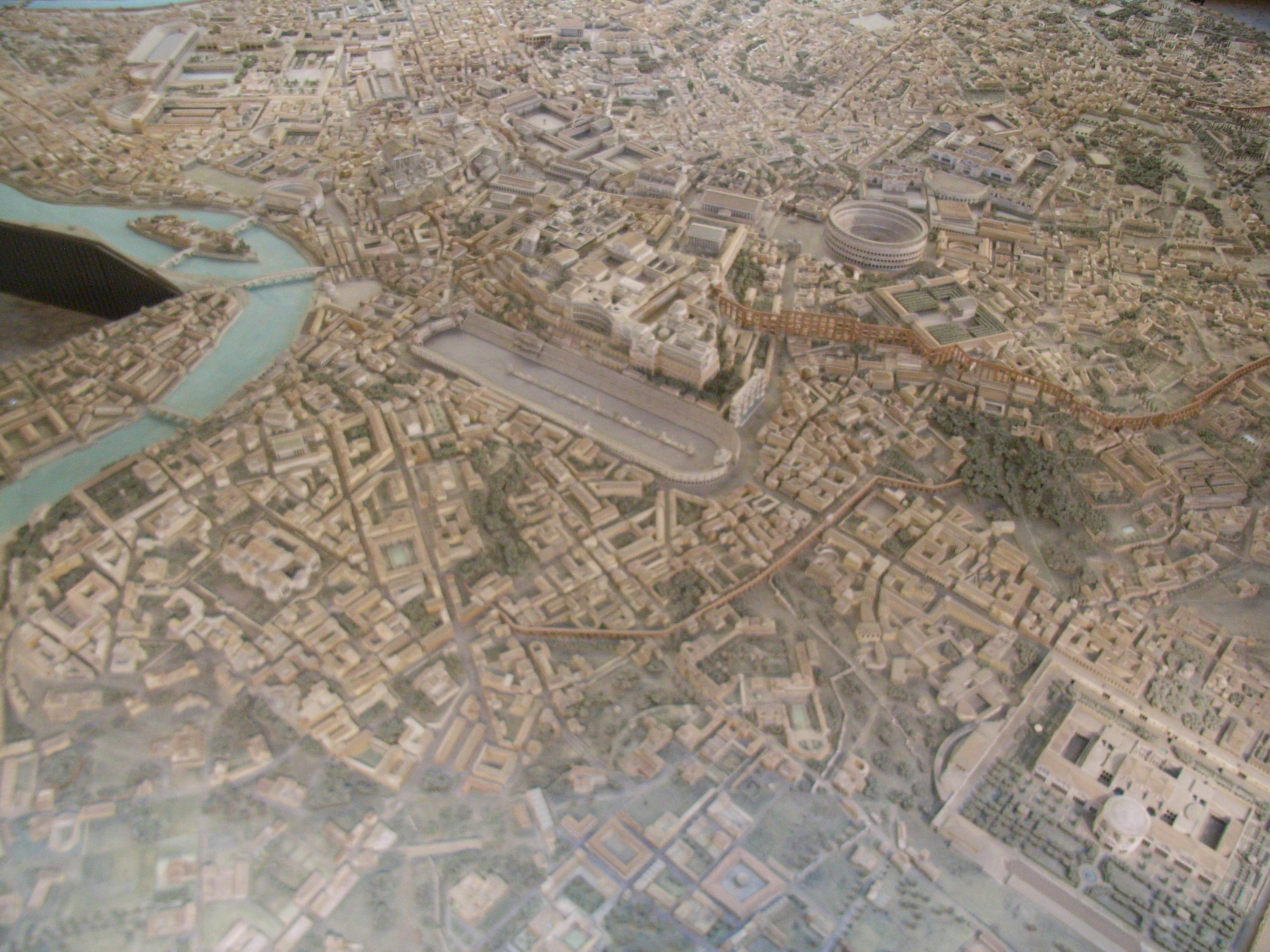
Plastico della Roma imperiale in età costantiniana (Museo della civiltà romana all'EUR, Roma)

| Monumento                          | Tipologia | Regio                    | Inizio costruzione | Inaugurazione | Restauri/rifacimenti | Distruzione | Commento | Foto/mappa |
| ---------------------------------- | --------- | ------------------------ | ------------------ | ------------- | -------------------- | ----------- | -------- | ---------- |
| Biblioteca di papa Agapito I       |           | Regio II Caelimontium    |                    |               |                      |             |          |            |
| Capanne del Palatino e Casa Romuli |           | Regio X Palatium         | VII secolo a.C.    |               |                      |             |          |            |
| Carcere Mamertino                  |           | Regio VIII Forum Romanum |                    |               |                      |             |          |            |
| Isola Tiberina                     |           | Regio XIV Transtiberim   |                    |               |                      |             |          |            |
| Rupe Tarpea                        |           | Regio VIII Forum Romanum |                    |               |                      |             |          |            |
| Monte Testaccio                    |           | Regio XIII Aventinus     |                    |               |                      |             |          |            |
| Umbilicus Urbis Romae              |           | Regio VIII Forum Romanum |                    |               |                      |             |          |            |

- Ateneo di Adriano
- Biblioteche della Città di Roma
- Statua colossale di Costantino I
- Colosso di Nerone
- Statua equestre di Domiziano
- Statua equestre di Traiano
- Statua equestre di Marco Aurelio
- Statua equestre di Costanzo II